# Stolberg-Stolberg

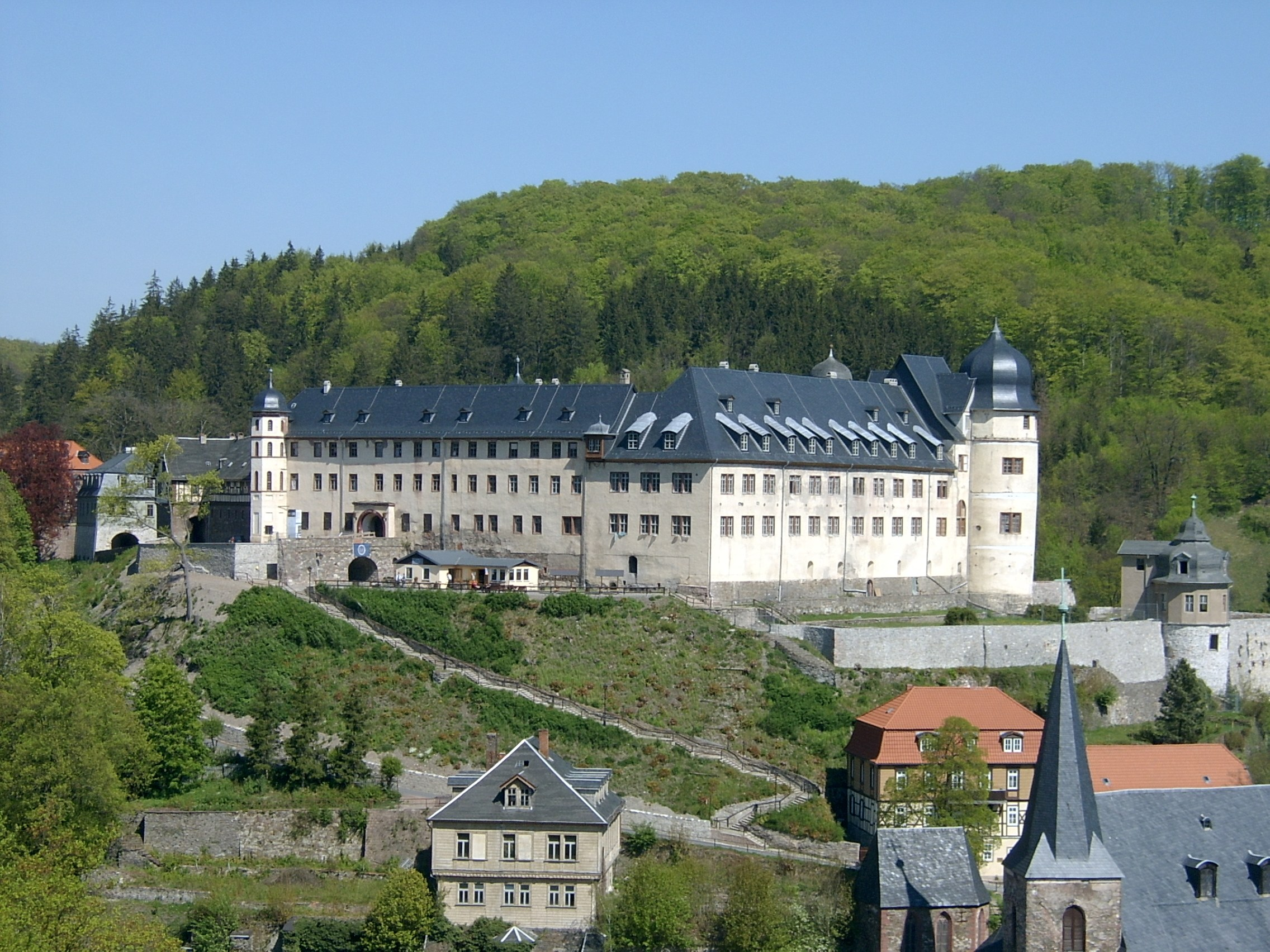
Castello di Stolberg

Stolberg-Stolberg fu una contea ad ovest della Sassonia-Anhalt, in Germania, a sud di Harz, nella regione attorno a Stolberg. Stolberg-Stolberg venne creato due volte; la prima come partizione dello Stolberg-Wernigerode nel 1583, e una seconda volta, come partizione dello Stolberg-Ortenberg nel 1704. Stolberg-Stolberg venne nuovamente divisa nel 1669 quando si separò in se stesso e nello Stolberg-Ortenberg. Stolberg-Stolberg consegnò la propria indipendenza fisica all'Elettorato di Sassonia, e passò poi alla Prussia nel 1815.

## Conti di Stolberg-Stolberg

Stemma della Contea di Stolberg-Stolberg

### Prima creazione: 1538–1631
- Wolfgang (1538–1552)
- Wolfgang Ernesto (1552–1606) con
  - Botho IX (1552–1577)
- Giovanni (1606–1612)
- Wolfgang Giorgio (1612–1631)

Estinzione della linea comitale; ereditata dagli Stolberg-Wernigerode

### Seconda creazione: 1638–84
- Giovanni Martino (1638–1669)
- Federico Guglielmo (1669–1684)

Estinzione della linea comitale; ereditata dagli Stolberg-Ortenberg

### Terza creazione: 1704–1815
- Cristoforo Federico (1704–1738)
- Cristoforo Luigi II (1738–1761)
- Carlo Luigi (1761–1815)

Alla Prussia